# Distretto di Snovs'k
Il distretto di Snovs'k (in ucraino Сновський район?) era un distretto (rajon) dell'Ucraina, situato nell'oblast' di Černihiv. Il suo capoluogo era Snovs'k.
È stato soppresso con la riforma amministrativa del 2020.